# South Ferriby
South Ferriby est un village situé dans le North Lincolnshire, au nord de l'Angleterre. Il est situé sur la rive sud du Humber à 5 km à l'ouest du pont du Humber. En 2011, sa population est de 651 habitants.

## Source de la traduction
- (en) Cet article est partiellement ou en totalité issu de l’article de Wikipédia en anglais intitulé « South Ferriby » (voir la liste des auteurs).